# Скобиола, Алексей Витальевич
Алексей Витальевич Скобиола (родился 8 августа 1991 в Москве) — российский регбист, правый столб команды «ВВА-Подмосковье».

## Биография
Родился в Москве. Является воспитанником СДЮСШОР «Славы». Всю сознательную карьеру проводит в родной команде. В сезоне 2019 года стал бронзовым призёром чемпионата, провел все 17 игр в сезоне.

## Карьера в сборной
Выступал за юниорские и молодёжные сборные U-18, U-19 и U-20. Неоднократно попадал на учебно-тренировочные сборы взрослой сборной. В 2019 году сыграл за вторую сборную против второй сборной Грузии (Грузия XV), выйдя в стартовом составе. В рамках подготовки к чемпионату мира 2019 года выступал за сборную клубов в тест-матче против сборной России. Был в расширенной заявке сборной для подготовки к Чемпионату мира 2019 года, однако в окончательный список не попал. В начале 2020 года экстренно вызван в сборную вместо для замены травмированных игроков (Андрея Поливалова и Станислава Сельского).